# Champagnac, Charente-Maritime
Champagnac là một xã trong tỉnh Charente-Maritime trong vùng Nouvelle-Aquitaine tây nam nước Pháp. Xã này nằm ở khu vực có độ cao từ 31-92 mét trên mực nước biển.
Sông Seugne tạo phần lớn ranh giới phía tây nam của xã.

## Lịch sử dân số
| Năm  | Dân số | Mật độ | Phần trăm của tổng |
| ---- | ------ | ------ | ------------------ |
| 1962 | 359    | -      | -                  |
| 1968 | 404    | -      | -                  |
| 1975 | 401    | -      | -                  |
| 1982 | 431    | -      | -                  |
| 1990 | 427    | -      | -                  |
| 1999 | 463    | 35/km² | 4.63%              |